# Hohlkehle

Hohlkehlleiste

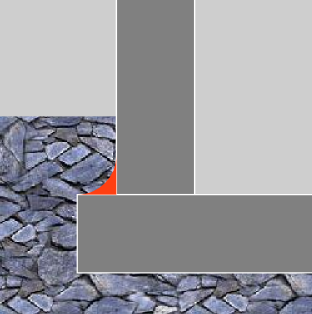
Hohlkehle (rot)

Eine Hohlkehle ist die negative (konkave) Ausrundung einer Kante.
Das Herstellen einer Hohlkehle nennt sich „abkehlen“ oder „auskehlen“. Die Hohlkehle wird häufig als Zierprofil verwendet. Auch Wassernasen werden häufig als Hohlkehle ausgeführt.

## Hausbau
Als Hohlkehle ausgeführt wird auch die Anschlussstelle zwischen (Keller)-Wand und Bodenplatte. Sie wird in der Regel aus wasserdichtem Mörtel gefertigt und soll verhindern, dass Wasser an dieser Stelle stehen bleibt und in das Gebäude eindringt.
Neuere, druckwasserdichte Ausführungen solcher Anschlussstellen (Arbeitsfugen) bestehen aus fertigen Kunststoff-Elementen, die schon als Hohlkehle ausgebildet oder als Bewegung aufnehmendes Profil mit dem Boden und/oder der Wand verklebt werden (Graue Wanne). Im Allgemeinen wird nur eine Seite verklebt, um Schub- und Dehnungsrisse, die z. B. durch das Arbeiten des Bauwerks entstehen können, zu verhindern.

### Bodenbelag mit Hohlkehle
In Bereichen mit besonderen Anforderungen an die Hygiene (z. B. Krankenhäuser, Labors, Reinräume, …). wird meist der horizontale Bodenbelag im Anschlussbereich zur Wand einige Zentimeter in die Vertikale nach oben gezogen, so dass ein dichter, leicht zu reinigender Anschluss zwischen Boden und Wand hergestellt wird. Die Hohlkehle ist eine der möglichen Ausführungsarten von Sockeln.

### Decke mit Hohlkehle
Analog dazu kommt die Hohlkehle auch zwischen Wand und Decke zur Verwendung und wird meist aus Gips hergestellt oder bei Holzbalkendecken in den Balken geschnitten. Oftmals werden die Hohlkehlen als gezogene Gipselemente eingebaut und anschließend verputzt. In historischen Bauten ist diese Übergangsform zwischen Wand und Decke häufig anzutreffen, vor allem in barocken Gebäuden. Licht und Schatten gehen fließend ineinander über.
Im Fachwerkbau wird eine Hohlkehle als Zierelement verwendet. Eine bestimmte norddeutsche Sonderform wird als Schiffskehle bezeichnet.

## Fotografie

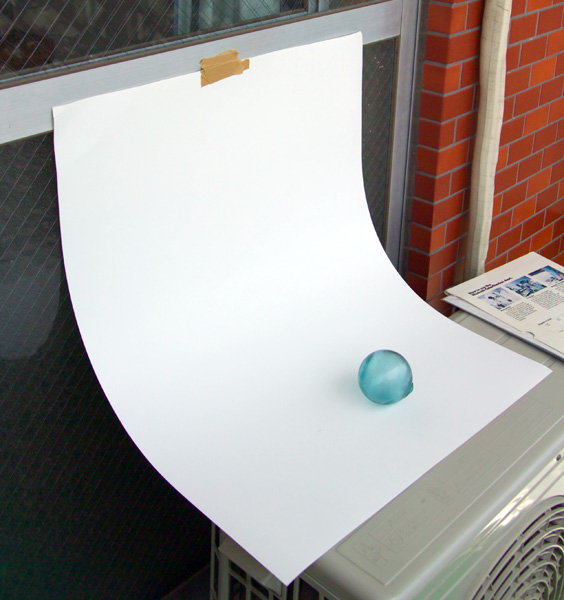
Improvisierte Hohlkehle in der Tabletop-Fotografie

In der Fotografie wird eine Hohlkehle verwendet, um Freisteller-Aufnahmen anzufertigen. Der Hintergrund wird dabei wie eine Hohlkehle geformt, wodurch ein nahtloser Übergang von Wand zum Boden möglich ist. In Fotostudios ist eine Hohlkehle oft über die gesamte Studiobreite fest verbaut, um auch für größere Sujets eine weiche, kantenfreie Ausleuchtung des Hintergrunds zu ermöglichen. Alternativ können Lichtzelte oder mobile oder fest montierte Hintergrundsysteme mit Molton oder Karton verwendet werden.

## Videoproduktion

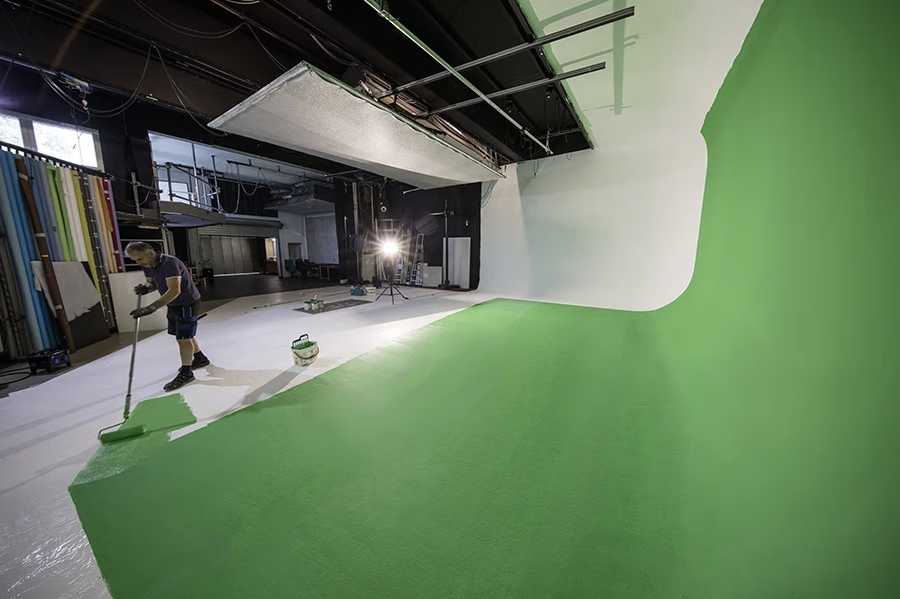
Greenscreen Hohlkehle

In der Videoproduktion wird oft eine Hohlkehle verwendet, wenn mit einem Greenscreen gearbeitet wird. Die Hohlkehle wird dabei grün gestrichen und anschließend gleichmäßig grün ausgeleuchtet. Durch die Hohlkehle gibt es wenige bis keine Schatten auf dem Hintergrund bzw. der Hohlkehle. Damit kann der Alphakanal optimal errechnet werden, wodurch der manuelle Aufwand der Postproduktion deutlich reduziert wird. In professionellen Filmstudios gibt es oftmals eine Dreiseiten-Hohlkehle, sodass man in keiner Seite einen Schatten im Hintergrund bekommt und eine möglichst große Freiheit für die Kamerawinkel erhält.